# Buszewo (powiat szamotulski)
Buszewo – wieś w Polsce położona w województwie wielkopolskim, w powiecie szamotulskim, w gminie Pniewy.

## Położenie
Wieś w sołectwie Dęborzyce, położona około 16 km na południowy zachód od Szamotuł, 2 km na południe od trasy drogi wojewódzkiej nr 187, na zachodnim brzegu jeziora Buszewskiego.

## Historia
Miejscowość pierwotnie związana była z Wielkopolską. Ma metrykę średniowieczną i istnieje co najmniej od końca XIV wieku. Wymieniona pierwszy raz w łacińskim dokumencie z 1398 jako Buszevo, 1407 Mayor Buszewo, 1423 Maior Mussewo, Bussewo.
Wieś początkowo była własnością szlachecką należącą do lokalnej szlachty wielkopolskiej z rodu Buszewskich, którzy od nazwy wsi przyjęli odmiejscowe nazwisko. W 1435 leżała w powiecie poznańskim Korony Królestwa Polskiego. W 1411 miejscowość leżała w parafii Otorowo, a w 1411 do parafii Psarskie.
Pierwsza wzmianka z 1398 pochodzi z zapisu sporu sądowego pomiędzy Przezdrewem z Buszewa z Dzierżkiem Świączyńskim. W 1402 Gniewomir oraz Wincenty, obaj z Krzestkowic toczyli między sobą spór sądowy o podział Krzestkowic oraz o granice między wsiami Krzestkowice, Golanczino i Buszewo. W 1407 Jakub z Buszewa pozwał Świętosława z Krzestkowic z braćmi Kuczem i Jakubem o 2 konie. W 1427 w aktach sądowych odnotowano świadka Jan Placzwa, kmiecia z Buszewa. W 1434 Przezdrew sprzedał Dobrogostowi z Kolna za 300 grzywien Buszewo, a zakupił od niego za tę cenę Pierwoszewo.
W 1435 Mikołaj Buszewski zapisał swojej żonie Małgorzacie po 70 grzywien posagu oraz wiana na połowie Buszewa. W 1436 odnotowany zostaje Kielcz dziedzic Otorowa, Buszewa i Święcina. W 1479 Jakub z Buszewa zapisał swojej żonie Helenie po 50 grzywien posagu oraz wiana na 1/4 Buszewa.
W XVI wieku notowano mieszczan poznańskich wywodzących się ze wsi Buszewo. W 1503 wspomniany został piwowar Matis Buszewski. W 1522 Piotr i Jan Buszewscy otrzymali zezwolenie króla polskiego Zygmunta I Starego na rezygnację z młyna królewskiego, leżącego za klasztorem dominikanów w Poznaniu. 
Wieś odnotowały historyczne rejestry podatkowe. W 1475 wieś zalegała z podatkami. W 1508 pobrano we wsi podatki z dwóch półłanków. W 1510 na Buszewie oraz na 2 łanach w Otorowie ciążył czynsz 1,5 grzywny dla altarii w Szamotułach. W 1580 Jakub Buszewski zapłacił pobór od 4 półłanków, 5 zagrodników, połowy karczmy, pastucha wypasającego 25 owiec.
W 1539 sędziowie sądu ziemskiego polubownie rozgraniczyli Buszewo od Buszewa Małego. W tym celu wzniesiono kopiec narożny dzielący wspomniane wsie oraz wieś Koźle. Ggranica biegła przez środek jeziora Mielno oraz przez środek jeziora Wielkie. Nad brzegiem jeziora Wielkie dochodziła do kopca narożnego, który dzielił Buszewo, Buszewo Małe oraz Lubosinę. W 1586 przy podziale dóbr między braćmi Jakubem oraz Stefanem Buszewskim, synami Wincentego, odłączono od Buszewa jezioro Mielno i przyłączono je do przypadającej Jakubowi części Otorowa. 
W 1580 wieś szlachecka Buszewo położona była w powiecie poznańskim województwa poznańskiego w Rzeczypospolitej Obojga Narodów. 
W wyniku II rozbioru Rzeczypospolitej w 1793, miejscowość przeszła w posiadanie Prus i jak cała Wielkopolska znalazła się w zaborze pruskim. Na przełomie XIX i XX w. Buszewo często zmieniało właścicieli. Należało do Buszewskich, Bnińskich, Pomińskich, Janusza Dąbskiego, który w 1909 r. sprzedał je Protowi Mielęckiemu. W 1939 r. właścicielem Buszewa był Zygmunt Mielęcki; majątek liczył 364 ha i miał gorzelnię.

## Urodzeni w Buszewie
- Stanisław Mycielski – polski pisarz i dyplomata okresu II RP[7].

## Przyroda i zabytki
Na zachodnim brzegu jeziora Buszewskiego rozciąga się park krajobrazowy z drugiej połowy XIX w. o pow. 3,7 ha. Przy wejściu do parku rośnie dąb o obwodzie 430 cm i lipa o obw. 390 cm.
W parku stoi eklektyczny, zabytkowy pałac z końca XIX w., przebudowany w latach 1900 i 1910 r. Jest to rozległy dwór parterowy z wbudowanym w część dachową piętrem mieszkalnym z rzędem okien facjatkowych. W narożniku usytuowana jest wysoka wieża, nakryta dachem namiotowym oraz obszerną werandą, z której roztacza się widok na jezioro.

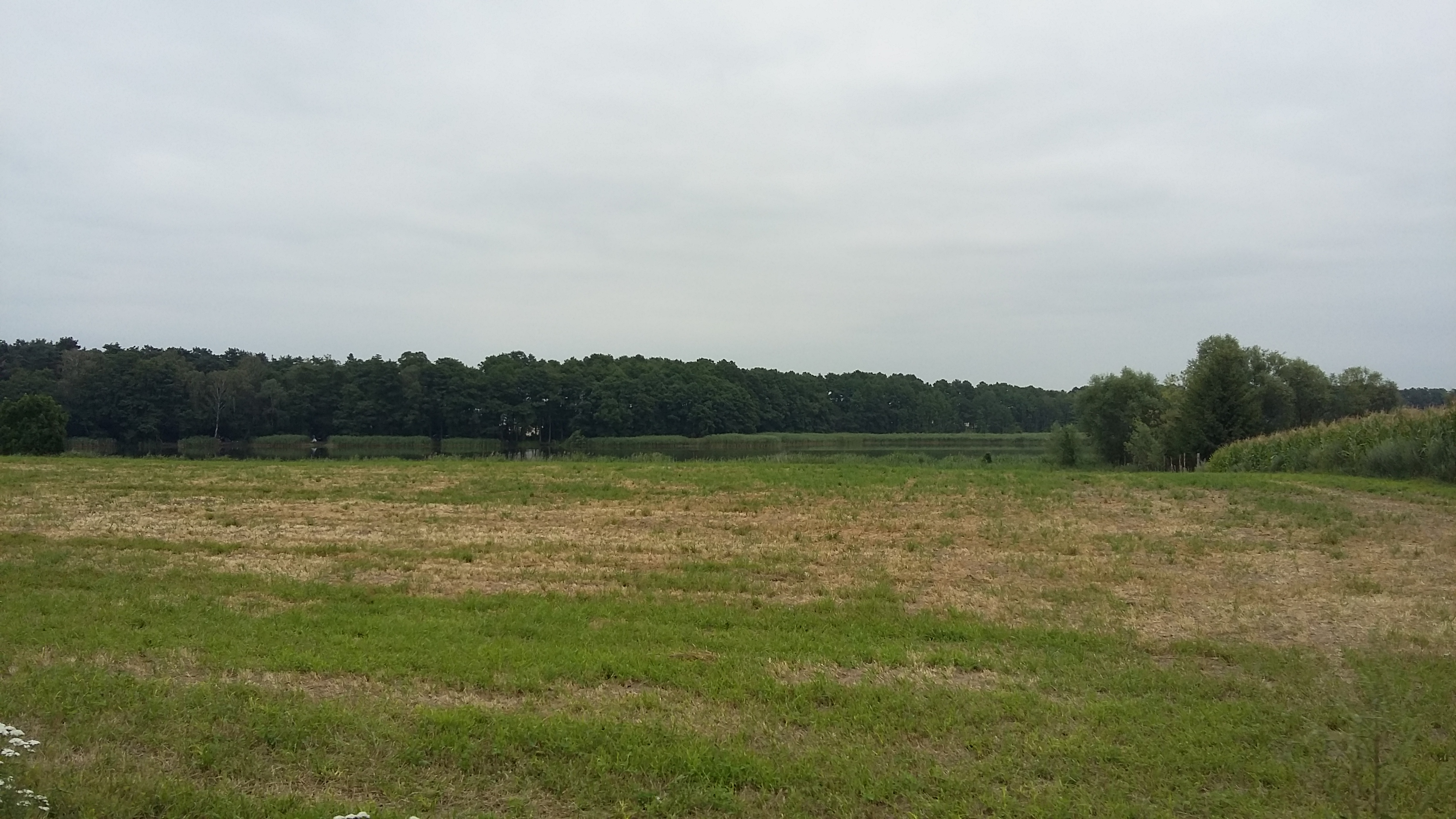
Widok z zach. brzegu jez. Buszewskiego
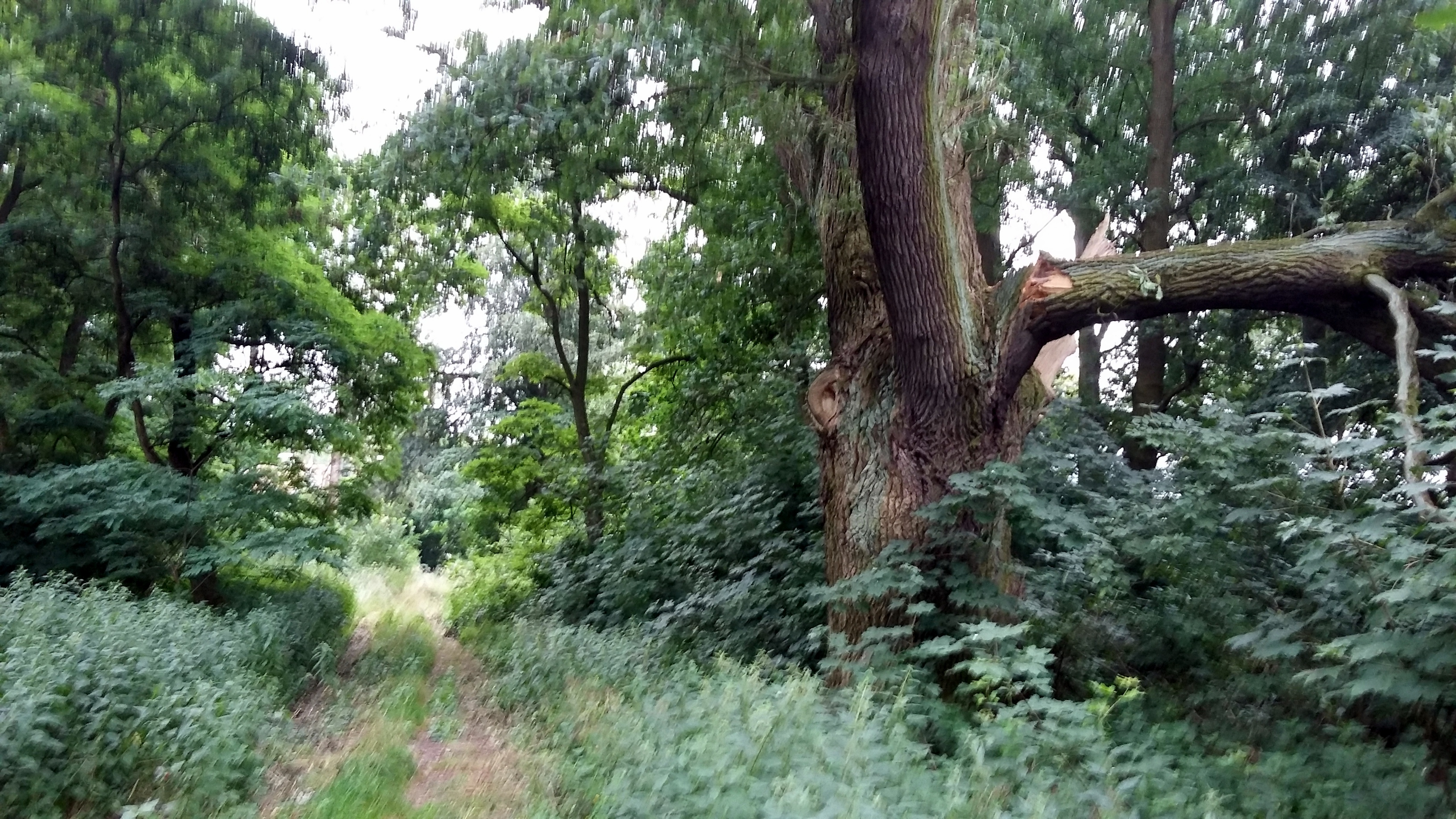
Widok na park i dąb
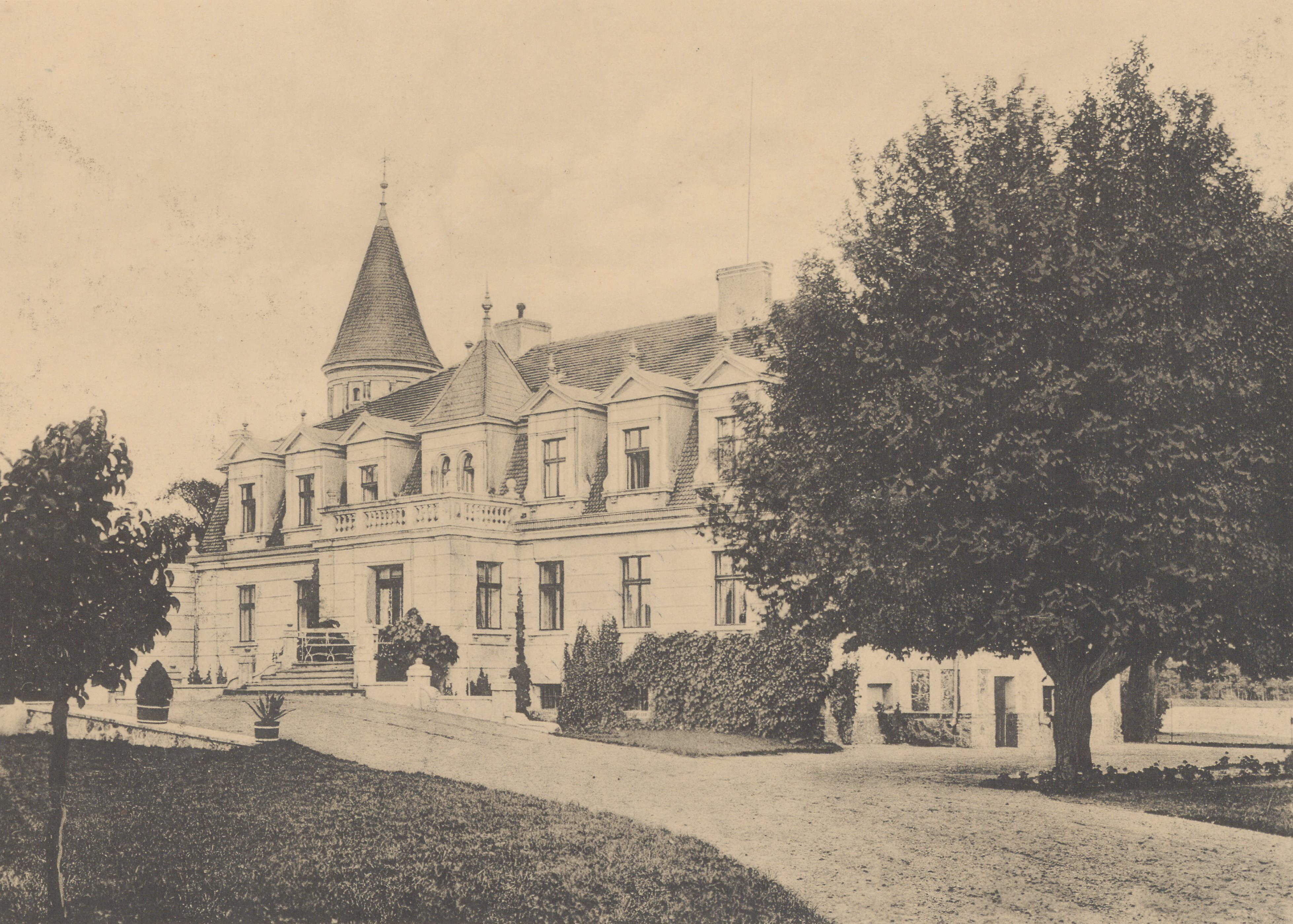
Pałac przed 1912
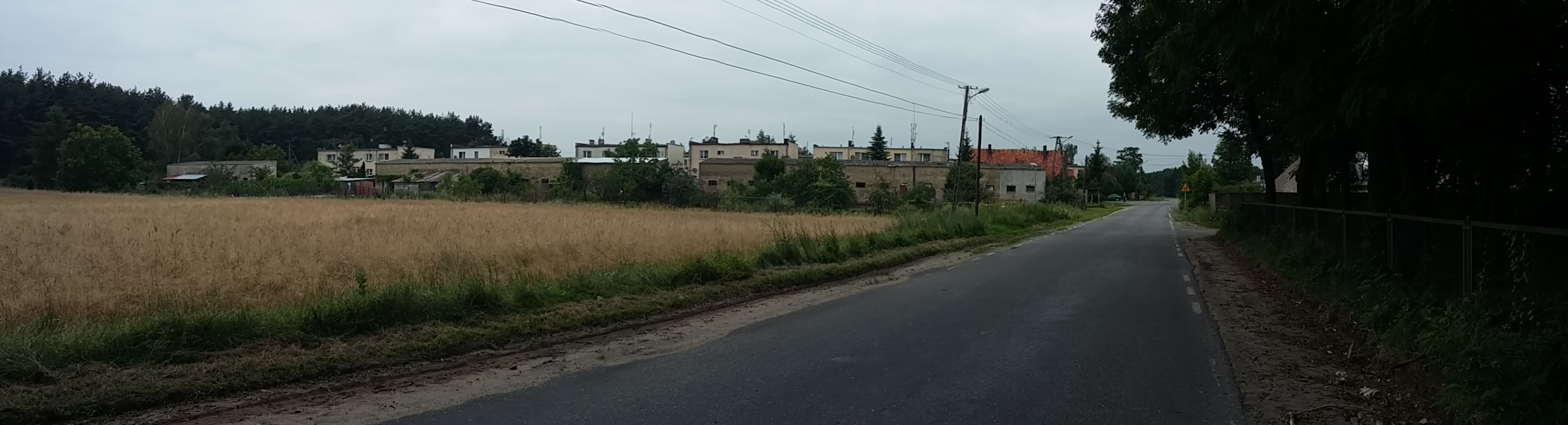
Panorama wsi
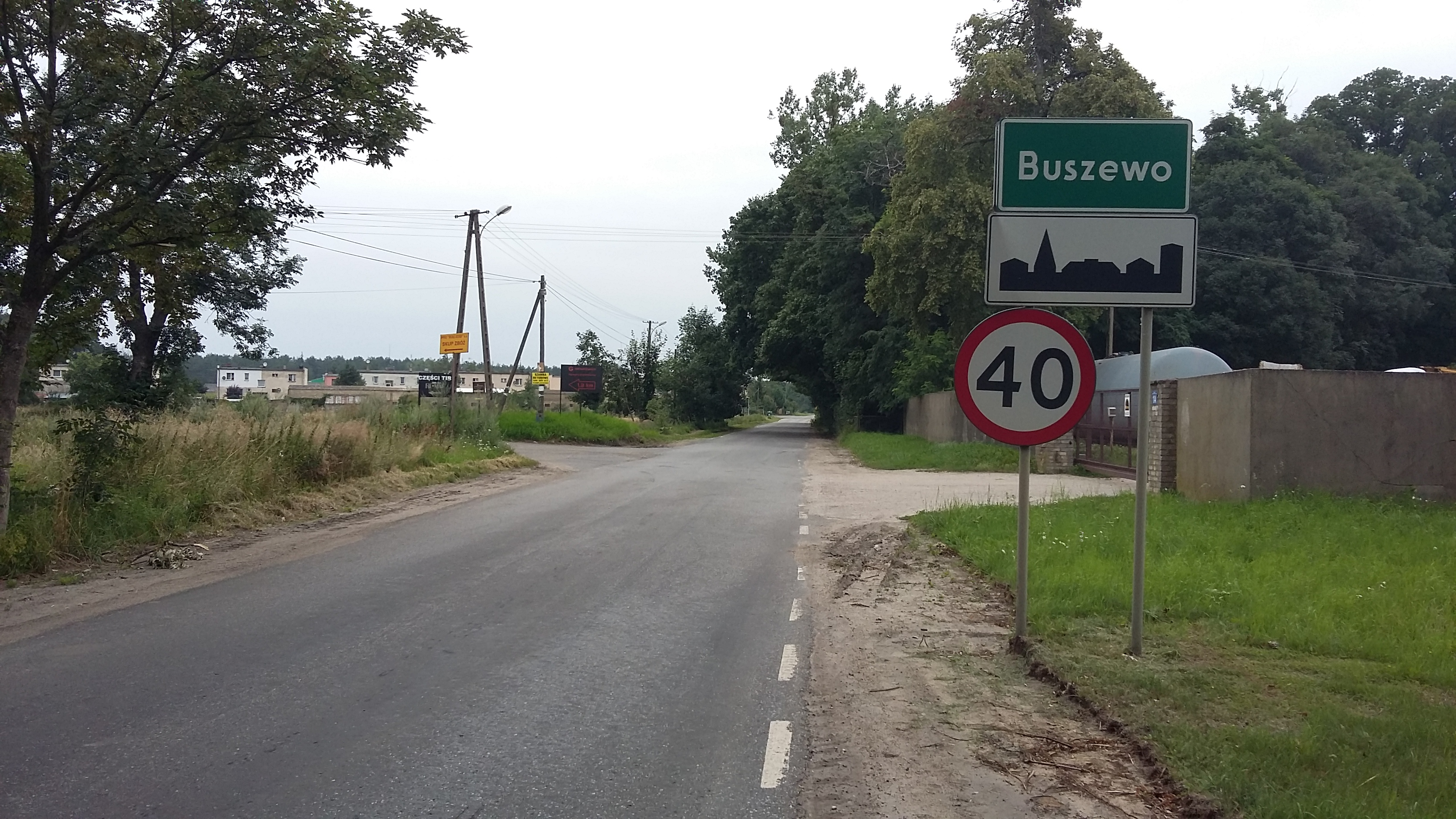